# Digestion
Pour les articles homonymes, voir Digestion (homonymie).

Système digestif.

La digestion est un ensemble de transformations mécaniques et chimiques permettant la réduction des aliments en nutriments assimilables par l'organisme.
Par définition, la digestion est un processus présent chez tous les organismes hétérotrophes. Cette digestion se réalise dans un système digestif qui peut correspondre à une simple vacuole digestive d'une eubactérie, ou se spécialiser comme c'est le cas des mammifères ruminants (bovins, moutons, cervidés, etc.). La digestion peut aussi se définir comme étant la simplification moléculaire c’est-à-dire la transformation des macromolécules (molécules de grandes tailles) en micromolécules.

## Les modes de digestion chez les êtres vivants

### Humain
Des aliments aux nutriments : pour transformer les aliments en nutriments, il faut passer par une étape obligatoire : la digestion. Une première phase de la digestion est mécanique et buccale, les aliments étant préparés dans la bouche pour leur ingestion stomacale. Ainsi, il convient de ne pas fumer avant de manger pour ne pas détruire le ferment salivaire permettant la première transformation utile des aliments ingérés. La digestion est assurée par le tube digestif et ses glandes annexes : glandes salivaires, hépatique et pancréatique. Elle permet de transformer les aliments en petites molécules absorbables par les cellules du tube digestif et utilisables par l’organisme. Dans sa phase stomacale, le suc gastrique produit un acide qui permet une meilleure assimilation des aliments, dont la fabrication est favorisée dès la perception des odeurs de cuisine, ce qui produit de l'appétit. Le suc intestinal permet de digérer les sucres. Il accompagne l'action du suc pancréatique, et de celui de la bile dont l'action digestive se situe dans la partie de l'intestin nommée duodénum. La bile venant du foie, agit sur les graisses qu'elle rend assimilables. Le suc pancréatique possède plusieurs ferments dont la trypsine fait pour digérer surtout les protéines. L'estomac peut assimiler l'eau et le sel, mais en quantité réduite, l'assimilation la plus importante se faisant dans la première partie de l'intestin grêle, le duodénum et le jéjunum. La digestion peut durer de quelques minutes à plusieurs heures, selon la qualité, la composition, la préparation et les conditions du repas. Une moyenne difficile à établir avec précision, peut s'établir entre huit ou dix, voire douze heures. Elle est variable selon les personnes.

### Champignons et végétaux
Le processus de digestion n'est pas réservé aux animaux. Des plantes carnivores capturent d'autres organismes, le plus souvent des animaux invertébrés, et les digèrent de manière chimique. Les champignons sont aussi en mesure de digérer de la matière organique. Les champignons entomopathogènes sont même capables de parasiter un insecte, de le tuer, et de se développer aux dépens de son cadavre.